# David Tronzo
David Tronzo (* 13. Dezember 1957 in Rochester, New York) ist ein amerikanischer Fusiongitarrist. Mit seinem perkussiven Spiel gilt er als einer der wichtigsten Innovatoren auf der Slide Guitar.

## Leben und Wirken
Tronzo ging bei Bluesgitarristen in die Lehre, bevor er sich Ende der 1980er Jahre in New York City niederließ. Er war Mitglied von Wayne Horvitz’ Band The President und gründete 1993 mit Steven Bernstein und dem Tubisten Marcus Rojas das Trio Spanish Fly, das sich zwischen futuristischem Oldtime-Jazz und Rockadaptionen bewegte. 1994 spielte er mit dem Bowie-Gitarristen Reeves Gabrels das Duo-Album Night in Amnesia ein. Er war dann zeitweilig Mitglied der Lounge Lizards und unterhielt eigene Trios mit den Schlagzeugern Jeff Hirshfield und Ben Perowsky und den Bassisten Brad Jones, Stomu Takeishi und J. A. Granelli sowie dem Saxophonisten Peter Epstein. Dann lebte er einige Jahre in Amsterdam und tourte mit Ray Anderson (u. a. Montreal Jazz Festival 1997). Nach seiner Rückkehr nach New York gründete er das Quartett Slow Poke (mit Michael Blake, Kenny Wollesen und Tony Scherr), das Fake Jazz spielte. Um die Jahrtausendwende zog er sich weitgehend zurück und war gelegentlich als Begleitmusiker zu hören, um 2007 im Film Talking Guitars und 2008 mit Giacomo Merega und Noah Kaplan mit dem Album The Light and Other Things zurückzukehren.
Tronzo lehrt seit 2003 als Hochschullehrer an der Berklee School of Music.

## Auszeichnungen
1993 wurde er im Musician's Magazine Press Poll zu einem der Top 100 Gitarristen des 20. Jahrhunderts gewählt. 1997 wurde er in Guitar Player als einer der Dirty Thirty Pioneers and Trailblazers herausgestellt.

## Diskographische Hinweise

### Eigene Alben

#### Mit dem Tronzo Trio
- Roots (Knitting Factory Works, 1994)
- Yo Hey! (Tradition & Moderne, 1996)

#### Mit Spanish Fly
- Rags to Britches (Knitting Factory Works, 1994)
- Fly by Night (Accurate, 1996)

#### Mit Slow Poke
- At Home (1998)
- Redemption (Intuition, 2000)

#### Kollaborationen
- mit Reeves Gabrels – Night in Amnesia (Upstart, 1995)
- mit Jerry Granelli und Peter Epstein – Crunch (Love Slave, 1999)
- mit Peter Herbert – Segmente (Aziza Music, 2000)
- mit dem Paul Weiling Trio – New Amsterdam Reflections (LopLop, 2003)
- mit Hannes Loeschel und Achim Tang – Kinds: The Very Life of Art (Loewenhertz, 2005)
- mit Stephen Vitiello – Scratchy Monsters, Laughing Ghosts (New Albion, 2005)
- mit Giacomo Merega und Noah Kaplan – The Light and Other Things (Creative Nation, 2008)

### Auf Alben anderer Musiker
- Wayne Horvitz’ The President – Bring Yr Camera (Elektra/Musician, 1989)
- Leni Stern – Secrets (Enja, 1989)
- David Sanborn – Another Hand (Elektra, 1991)
- Marshall Crenshaw – Life's Too Short (MCA, 1991)
- Gavin Friday – Adam and Eve (Island, 1992)
- Phillip Johnston – Big Trouble (Black Saint, 1992)
- Jim Nolet – With You (Knitting Factory Works, 1993)
- John Cale / Bob Neuwirth – Last Day on Earth  (MCA, 1994)
- Mike Mainieri – Come Together: A Guitar Tribute to the Beatles (NYC Music, 1995)
- John Cale – Walking on Locusts (Hannibal, 1996)
- Michael Blake – Kingdom of Champa (Intuition, 1997)
- Lounge Lizards – Queen of All Ears (Strange & Beautiful Music, 1998)
- Walter Thompson Orchestra – The Colonel  (Nine Winds, 1998)
- Mike Mainieri – An American Diary, Vol. 2: The Dreamings (NYC Music, 1999)
- J.A. Granelli & Mr Lucky – El oh el ay (Love Slave, 2001)
- Jerry Granelli V16 – The Sonic Temple – Monday and Tuesday (Songlines, 2007)
- Ned Rothenberg / Tony Buck / Stomu Takeishi – The Fell Clutch (Animul, 2007)
- Jerry Granelli V16 –  Vancouver '08 (Songlines, 2009)

## Lexigraphische Einträge
- Wolf Kampmann (Hrsg.), unter Mitarbeit von Ekkehard Jost: Reclams Jazzlexikon. Reclam, Stuttgart 2003, ISBN 3-15-010528-5.
- Encyclopedia of Jazz Musicians